# Ribonukleaza III
Ribonukleaza III (EC 3.1.26.3, RNaza III, ribonukleaza 3) je enzim. Ovaj enzim katalizuje sledeću hemijsku reakciju
Endonukleolitičko razlaganje do 5'-fosfomonoestara
Ova endoribonukleaza razlaže dvolančane RNK molekule.

## Spoljašnje veze
- Ribonuclease+III на 